# Rosmarie Bär
Rosmarie Bär-Schwab, née le 1er décembre 1947, est une femme politique suisse membre des Verts.

## Biographie
Bär est entrée le 30 novembre 1987 au Conseil national, après avoir été élue lors des élections fédérales du mois précédent. Le 1er mars 1993, Bär dépose une initiative parlementaire pour une représentation appropriée des deux sexes au Conseil fédéral. Le 3 décembre 1995, elle démissionne de ses fonctions.
De 1996 à 2011, Rosmarie Bär travaille pour Alliance Sud, le groupe de travail sur la politique de développement des organisations humanitaires suisses dans le domaine de la politique environnementale et climatique internationale.